# Leiepoort campus Sint-Hendrik (Deinze)
Leiepoort campus Sint-Hendrik of kortweg Sint-Hendrik is een katholieke middelbare school in de Belgische stad Deinze (provincie Oost-Vlaanderen). Ze is met meer dan 1260 leerlingen de grootste school van Deinze en is met haar studierichtingen in de domeinoverschrijdende doorstroomfinaliteit (het vroegere aso) gericht op het voorbereiden op het hoger onderwijs aan de hogeschool of universiteit.

## Geschiedenis
De vroege geschiedenis van de school begint in 1853. In dat jaar werd een weeshuis annex school gesticht dankzij het legaat van priester Albert-François Van Doorne, overleden in Deinze op 13 maart 1785, die in zijn testament één derde van zijn bezittingen had bestemd voor de oprichting van een weeshuis. Door onder meer juridische betwistingen van familie-erfgenamen duurde het bijna 70 jaar voor het weeshuis met bijhorende lagere school uiteindelijk geopend werden in Huis Van Doorne aan de Tolpoortbrug op de Markt van Deinze, ongeveer op de plaats waar nu het brugwachtershuis staat op het Rheinbachplein. Het weeshuis werd 'Pensionnat de Deynze' gedoopt. Initieel stond de lagere school enkel open voor weeskinderen uit de stad Deinze zelf, maar dit veranderde in 1861, toen het weeshuis verhuisde naar een nieuwgebouwd pand in de Gentpoortstraat. De school bleef achter in Huis Van Doorne, werd op die manier volledig losgekoppeld van het weeshuis en veranderde zijn naam in 'Pensionnat de Jeunes Gens à Deynze'.
Om plaats te bieden aan het groeiend aantal leerlingen ging het 'Pensionnat de Jeunes Gens à Deynze' op zoek naar een nieuw onderkomen en voor financiële steun ging het daarvoor aankloppen bij het bisdom. Die wilde het nodige geld vrijmaken, maar wel op voorwaarde dat de school onder het bestuur van het bisdom kwam te staan en officieel een bisschoppelijke school werd. In 1864 werd het 'Jongelings-pensionnaet' van Deinze voor het eerst vermeld in de lijst van bisschoppelijke instellingen. Op 23 februari 1865 kocht het bisdom Gent de statige 18e-eeuwse gebouwen van de oude jeneverstokerij van Charles Delaey aan de overkant van de Leie - wat nog steeds de huidige locatie van de school is - en vervolgens werd het geheel omgebouwd tot katholieke kostschool voor jongens. In de zomer van 1865 werd de school ingehuldigd door monseigneur Hendrik Frans Bracq, die pas heel recent daarvoor op 1 mei 1865 bisschop was geworden van het bisdom Gent. Hij besloot symbolisch het eerste college dat tijdens zijn episcopaat gesticht werd de naam van zijn eigen patroonheilige te geven: Sint-Hendrik. 
De eerste directeur (of superior geheten) van het Sint-Hendrikscollege was E.H. Silvain Gevaert. Samen met vier collega-priesters en vier leken vormde hij het lerarenkorps in de eerste jaren na de oprichting. De vroegste geschreven vermelding van het aantal leerlingen dateert van 1868. Dat schooljaar waren er 99 leerlingen (58 internen en 41 externen). Het schooljaar daarop, in 1869, telde het Sint-Hendrikscollege al 120 leerlingen.
Het leerlingenaantal ging gestaag vooruit en in de loop der tijd werd dan ook steeds meer bijgebouwd. Het oorspronkelijke 18de-eeuwse herenhuis, dat evenwijdig staat ten opzichte van de Leie, werd tussen 1865 en 1868 verbouwd en geïncorporeerd als centraal deel van een U-vormig bakstenen gebouwencomplex. Het neogotische ontwerp was van de hand van de Gentse architect Auguste Van Assche. Er was ook een ingebouwde kapel, die in 1867 werd gewijd. In 1925 werd een nieuwe, losstaande kapel gebouwd, met daaraan een nieuw gebouw, genaamd 'Tolpoort'.  
Tussen 1948 en 1949 werd een nieuwe vleugel gebouwd, genaamd 'Gezelle', die parallel loopt met de Guido Gezellelaan. Tot op de dag van vandaag is dit gebouw vanop de straat het meest zichtbare stuk van de schoolgebouwen. 
In de periode 1955-1957 werd de kapel verder tot haar huidige vorm verbouwd.
In 1960 werd – foutief – het eeuwfeest van het Sint-Hendrikscollege gevierd, terwijl archiefonderzoek later zou aantonen dat de school pas in schooljaar 1964-1965 honderd jaar als bisschoppelijk instituut bestond.
Om plaats te bieden aan het stijgende leerlingenaantal, werd onder impuls van superior E.H. Hubert Van den Braembussche in 1979-1980 het gebouw Coubertin gebouwd, in schooljaar 1991-1992 gevolgd door het gebouw Frimout (aan de linkerkant deels zichtbaar vanaf de Guido Gezellelaan).
In 2016 werd de kapel gerenoveerd en opgedeeld in klaslokalen en auditoria. Om plaats te bieden aan het stijgende leerlingenaantal, kocht Leiepoort campus Sint-Hendrik in 2018 een voormalige dokterswoning aan de Gentstraat, waarvan de tuin verbonden werd met de speelplaats. De nieuwe klaslokalen en vergaderzalen in het huis werden na grondige renovatie en verbouwing in 2024 in gebruik genomen.
In 2025 ging de school van start met de aanbouw van een nieuwe vleugel bij het gebouw Coubertin.

## Fusie
In 1997 besloten de vijf katholieke middelbare scholen van Deinze te fusioneren. De aso-afdelingen van het Sint-Hendrikscollege en van de meisjesschool Instituut Zusters Maricolen werden samengevoegd op de campus van Sint-Hendrik, waardoor die met voorsprong de grootste aso-school van Deinze werd. De lagere-schoolafdeling van het Sint-Hendrikscollege verhuisde naar de gebouwen van het Instituut Zusters Maricolen, en de tso-afdeling van het Sint-Hendrikscollege (het Vrij Handelsinstituut) werd verplaatst naar de campus van Sint-Vincentius. Het Sint-Hendrikscollege werd in dat jaar hernoemd naar Sint-Hendriks- en Zusters Maricoleninstituut (SHZMI), maar in 2010 werd besloten voor een gemeenschappelijke naam te gaan om de link tussen de katholieke scholen te benadrukken. Zo ontstonden de huidige namen Leiepoort campus Sint-Hendrik, Leiepoort campus Sint-Theresia en Leiepoort campus Sint-Vincentius.

## Trivia
- De jeugdbewegingsgroep KSA Deinze-Astene werd in 1932 opgericht op het Sint-Hendrikscollege en had lange tijd ook haar lokaal op het schooldomein.
- De oudste gebouwen van Leiepoort campus Sint-Hendrik zijn door de Vlaamse overheid als bouwkundig erfgoed aangemerkt.[9]

## Alumni
- Marc Adriaen (1935-2018), ondernemer en investeerder
- Karel Justinus Calewaert (1893-1963), 27ste bisschop van Gent
- Hugo Claus (1929-2008), Vlaams dichter, schrijver, kunstschilder en filmmaker; hij was in het schooljaar 1944-1945 leerling in het 4e jaar Grieks-Latijn op het Sint-Hendrikscollege[10]
- Antoon De Clerck (1923-2001), kunstschilder
- Georges Dheedene (1909-1973), kunstschilder
- Koen Schoors (1968), econoom
- Bruno Vanobbergen (1972), directeur-generaal van Katholiek Onderwijs Vlaanderen, oud-administrateur-generaal van het agentschap Opgroeien en voormalig Vlaamse kinderrechtencommissaris
- Jan Vermeulen (1970), huidig schepen en oud-burgemeester van Deinze